# Paisagem Cultural de Lednice-Valtice
A Paisagem Cultural de Lednice-Valtice é um complexo natural-cultural de 283,09 km2 na República Checa, na região da Morávia Meridional, perto de Břeclav e Mikulov, perto da reserva de biosfera de Pálava. Foi declarado Patrimônio Mundial da UNESCO em 1996.

## Imagens

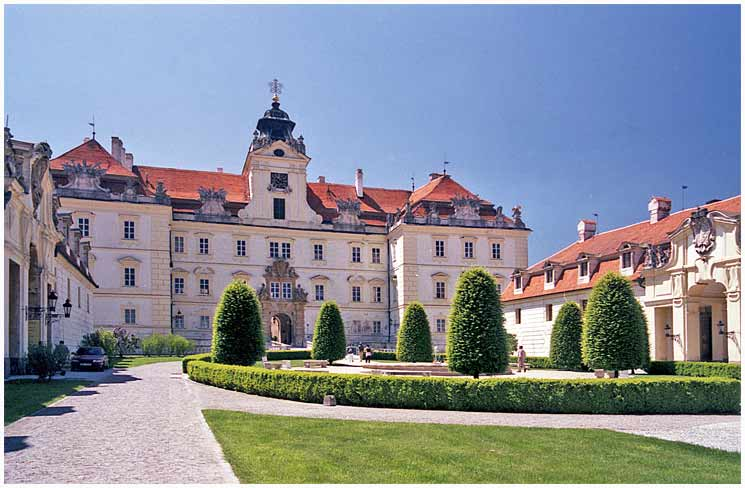
Castelo de Valtice
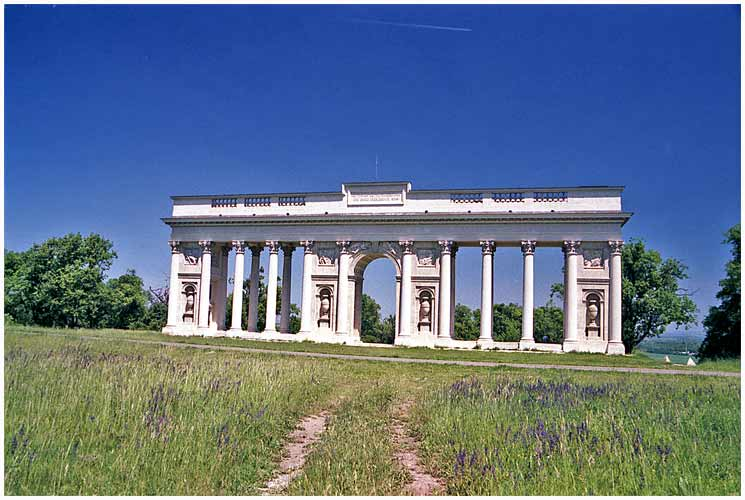
Rajsna
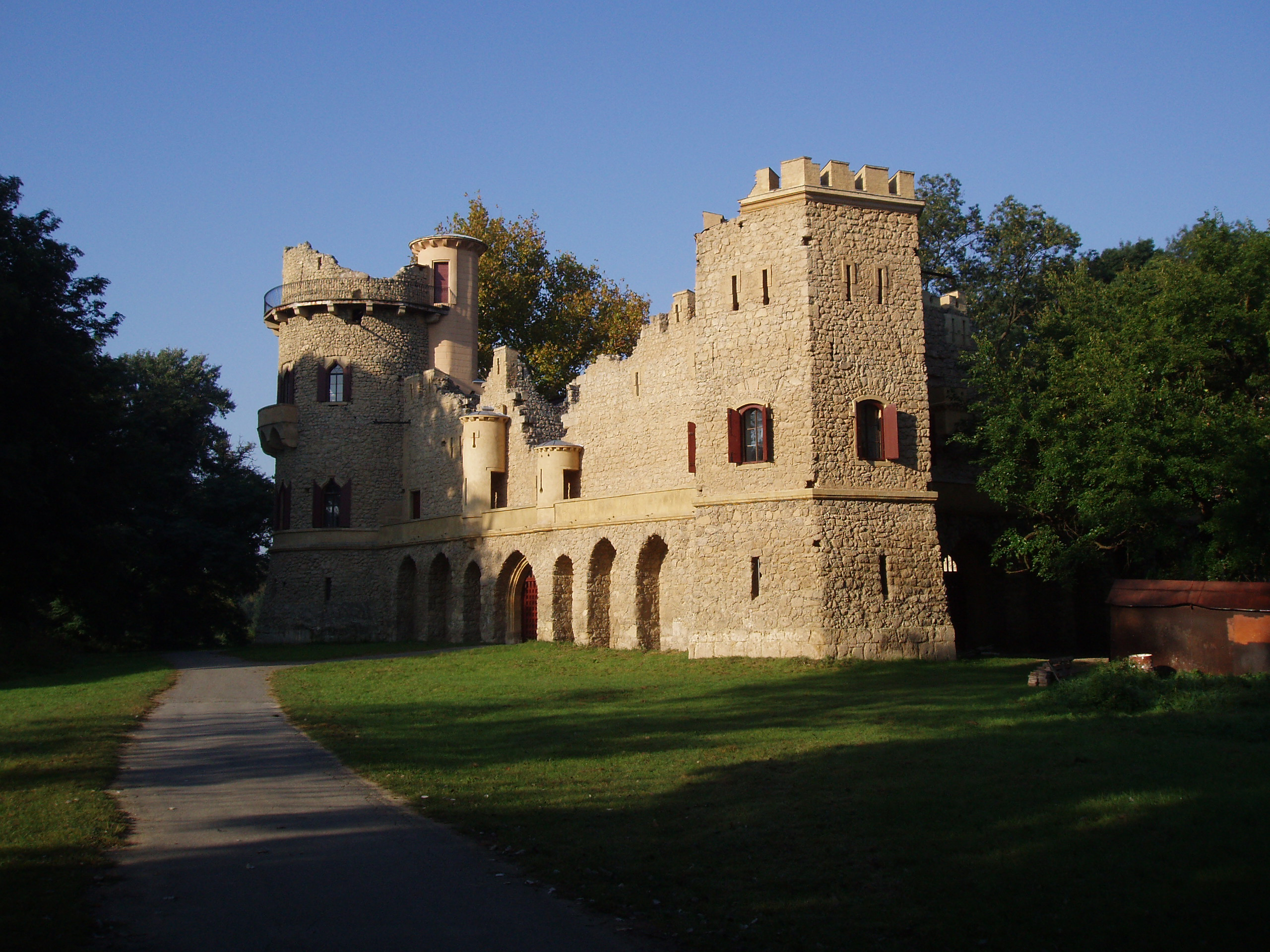
Castelo de João
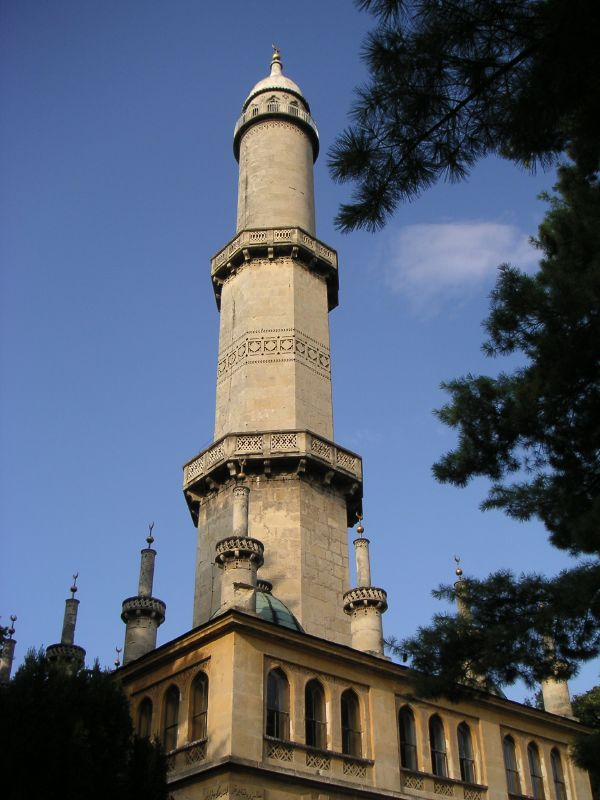
Minarete